# Руснак, Иван Иванович
Ива́н Ива́нович Русна́к (укр. Іван Іванович Руснак; 12 октября 1966, Шишковцы, Черновицкая область — 6 июля 2017, Ставчаны, Черновицкая область) — советский и украинский футболист, игравший на позиции центрального защитника

## Биография
Воспитанник черновицкого футбола, первый тренер — Виктор Осадчук. С 1984 года — в составе «Буковины». В 1987 году был одним из основных игроков команды, однако в следующем сезоне, в котором черновицкая команда выиграла чемпионат УССР, провёл всего одну игру. Затем непродолжительное время выступал за «Зарю» (Бельцы), после чего вернулся в «Буковину», в составе которой играл в чемпионатах СССР и Украины до 1993 года. В 1992 году провёл 2 игры в Кубке Украины за черновицкую «Ладу», бывшую фарм-клубом «Буковины».
В 1994 году стал игроком возглавляемой Александром Ищенко кировоградской «Звезды». В составе кировоградцев прошёл путь от второй до высшей лиги чемпионата Украины. Всего за «Звезду» провёл более 100 матчей, был капитаном команды. В сезоне 1997/1998 вместе с Ищенко и рядом игроков «Звезды» (Бурхан, Макогон, Сивуха, Соболь, Фёдоров) перешёл в винницкую «Ниву», выступавшую в первой лиге, где провёл год, после чего вернулся в Кировоград, где и закончил карьеру. По завершении выступлений жил в Черновцах, работал и выступал за команду Калиновского рынка, а позже трудился в черновицком офисе компании «Gunsell Group».
В 1995 году вызывался Анатолием Коньковым в национальную сборную Украины на отборочный матч чемпионата Европы против Эстонии, однако на поле так и не появился.
Умер 6 июля 2017 года от обширного инфаркта. Похоронен в селе Ставчаны Черновицкой области

## Стиль игры
Выступал на позиции либеро. Отличался умением «подчищать» ошибки партнёров, обладал хорошим видением поля и развитым предчувствием возможных действий соперников.

## Достижения
- Победитель Второй лиги чемпионата СССР (2): 1988 (зона 6), 1990 (зона «Запад»)
- Бронзовый призёр Второй лиги чемпионата Украины: 1993/1994
- Победитель Первой лиги чемпионата Украины: 1994/1995